# La fuerza del destino (telenovela)
La fuerza del destino es una telenovela mexicana, producida por Rosy Ocampo para Televisa en 2011, basada en una historia original de María Zarattini.
Protagonizada por Sandra Echeverría, David Zepeda y  Gabriel Soto, con las participaciones antagónicas de Laisha Wilkins, Juan Ferrara, Rosa María Bianchi y Ferdinando Valencia. Cuenta con las actuaciones estelares de  Alejandro Tommasi, Delia Casanova, Pedro Armendáriz Jr. y Leticia Perdigón; además de la actuación especial de Leticia Calderón.
Fue la última telenovela en la que participó Pedro Armendáriz Jr. antes de su fallecimiento, el 26 de diciembre de 2011.

## Argumento
La historia comienza en Álamos, Sonora, lugar de residencia de la millonaria familia Lomelí Curiel, conformada por la matriarca Doña Carlota Barcelata Vda. de Curiel, su hija Lucrecia Curiel Barcelata de Lomelí, el esposo de esta, Gerardo Lomelí, y las hijas del matrimonio: María de la Paz "Maripaz" y Lucía Lomelí Curiel. En la gran casa llega a vivir y trabajar Alicia Villagómez junto con su hijo, el adolescente Iván Villagómez. Sin embargo, el objetivo de Alicia no es solo dedicarse a cocinar para la familia, pues su regreso a Álamos después de tanto tiempo responde al hecho de que el poderoso Juan Jaime Mondragón y padre biológico de Iván vive en Álamos, y Alicia tiene como fin obligar al empresario a reconocer a Iván, pues él siempre lo ha rechazado y despreciado.
Al cabo de un par de años, la familia recibe a la hija mayor Maripaz quien se fue a estudiar al extranjero por un tiempo. Iván se ha convertido en un joven culto y ha crecido estudiando gracias a la ayuda de Doña Carlota, quien desde que llegó a su casa lo trató como a un miembro más de la familia. Iván se siente atraído por Maripaz pero la frívola y caprichosa joven solo lo utiliza para pasar el rato, sin imaginar las consecuencias pues Maripaz queda embarazada. Lucrecia, quien es una mujer egoísta y superficial, estalla en cólera al conocer la noticia y para evitar la vergüenza de la familia da órdenes de que le den un escarmiento a Iván, además de que Maripaz se practique un aborto, sin éxito, pues Gerardo inexorablemente logra que Maripaz tenga al niño. 
Durante la golpiza, uno de los agresores muere e Iván queda como único culpable. Asustado se dirige a la casa Lomelí pero para su desgracia descubre que su madre ha muerto a causa de un aborto clandestino, pues esperaba un hijo de Gerardo, esto sin que nadie lo supiera. Iván, sin apoyo y viéndose acorralado decide huir de Álamos y cruzar por el desierto hacia Estados Unidos. Después de muchas vicisitudes logra llegar a Los Ángeles, California donde conoce a Anthony McGuire "Tony", un hombre generoso y justo a quien auxilia durante un asalto. Agradecido, Tony lo acoge cariñosamente y lo adopta como hijo, también como una manera de llenar el vacío que le dejó la muerte de su esposa e hijo. 
Once años más tarde, Iván se ha convertido en un competente ingeniero. Animado por Tony, Iván regresa a México, no solamente para afianzarse como ingeniero, sino para enfrentar su pasado, vengarse de los culpables de la muerte de su madre y sobre todo encontrar a su hijo. Allí se reencontrará con Lucía, la hija menor de los Lomelí Curiel, quien se ha convertido en una hermosa y dedicada psicóloga infantil, cuyo amor sincero por Iván que ha sentido desde que era una niña no ha cambiado. 
Iván también se reencontrará con Maripaz cuyo carácter frívolo y ambicioso tampoco ha cambiado en nada, así como el de su madre Lucrecia, quien ahora está divorciada de Gerardo. Maripaz planea reconquistar a Iván con la férrea oposición de Lucrecia quien intentará nuevamente alejar a Iván de sus vidas. Pero a pesar de las intrigas de ambas, la fuerza del destino se encargará de unir a un joven que nació pobre y se convirtió en un poderoso ingeniero, y el de una bella y sincera joven que siempre estuvo enamorada de él sin que este se haya percatado de ello.

## Elenco
- Sandra Echeverría - Lucía Lomelí Curiel
- David Zepeda - Iván Villagómez / Iván McGuire
- Laisha Wilkins - María de la Paz "Maripaz" Lomelí Curiel
- Gabriel Soto - Camilo Galván Ledesma
- Juan Ferrara - Juan Jaime Mondragón
- Alejandro Tommasi - Gerardo Lomelí
- Pedro Armendáriz Jr. - Anthony "Tony" McGuire
- Delia Casanova - Doña Carlota Barcelata Vda. de Curiel
- Rosa María Bianchi - Lucrecia Curiel Barcelata de Lomelí
- Leticia Perdigón - Arcelia Ledesma Vda. de Galván
- Kika Edgar - Carolina Muñoz
- Marcelo Córdoba - Antolín Galván
- Ferdinando Valencia - Saúl Mondragón Domínguez
- Lucero Lander - Esther Domínguez de Mondragón
- Yuliana Peniche - Carmen Galván
- Jaume Mateu - David Mondragón Domínguez
- Roxana Rojo de la Vega - Judith Mondragón Domínguez
- Rosángela Balbó - Olga de los Santos
- Alfonso Iturralde - Silvestre Galván
- Ignacio Guadalupe - Benito Jiménez
- Willebaldo López - Cleto
- María Prado - Gloria
- Fernando Robles - Leandro
- José Montini - Miguel Hernández "El Gordo"
- Ramón Valdez Urtiz - Ezequiel López
- Carla Cardona - Berenice Escalante
- Luis Bayardo - Juez Porfirio
- Roberto Sen - Lic. Castaño
- José María Negri - Lic. Torres
- Alejandro Perazza - Dr. Cuéllar
- Jesús Moré - Ingeniero Carlos Orozco
- Queta Lavat - Jueza
- María Clara Zurita - Evangelina
- Ricardo Vera - Vásquez
- Diego Velázquez - Alejandro "Álex" Lomelí Muñoz / Alejandro "Álex" McGuire Lomelí
- Evelyn Zavala - Alicia "Licha" Mondragón Galván
- Ignacio López Tarso - Don Severiano
- Rafael del Villar - Lic. Rubiales
- Pablo Valentín - Lic. Lara
- Héctor Sáez - Juez
- Eduardo Linan - Lic. José María Labastida
- Paloma Arredondo - Rosa
- Erik Díaz - Antolín Galván (joven)
- Roger Cudney - Mark
- Ángeles Balvanera - Carmela
- Flora Fernández - Chole
- Amor Flores - Laura
- Ilse Ikeda - Marcela
- Moisés Manzano - Fausto, El Compadre
- Sarah Barlondo - Jenny
- Rubén Cerda - Dr. Fuentes
- Sara Monar - Silvia
- Ana de Villa - Carmen
- Toño Infante - Ingeniero
- Pietro Vannucci - Detective Ochoa
- Leticia Calderón - Alicia Villagómez
- Beatriz Moreno - Estela
- Adriano - Iván Villagómez (niño)
- Marilyz León - Lucía Lomelí Curiel (niña)
- Michael Ronda - Camilo Galván (niño)
- Ilse Zamarripa - María de la Paz "Maripaz" Lomelí Curiel (niña)
- Alejandro de Hoyos Parera - Saúl Mondragón Domínguez (niño)
- Fernanda Urdapilleta - Judith Mondragón Domínguez (niña)
- Renata Notni - Lucía Lomelí Curiel (joven)
- Agustín Arana - Robert "Bob" Rodríguez
- Renée Varsi - Juliette Abascal de Rodríguez
- Andrea Legarreta - Verónica Reséndiz
- Mónica Miguel - Sanadora / Seri
- Antonio Medellín - Gran Jefe Seri

## DVD
El Grupo Televisa lanza a la venta en formato DVD sus novelas.

## Premios y nominaciones
| Año  | Premio             | Categoría                   | Nominados                                                    | Resultados |
| ---- | ------------------ | --------------------------- | ------------------------------------------------------------ | ---------- |
| 2011 | People en Español  | Mejor Telenovela            | Mejor Telenovela                                             | Nominada   |
| 2011 | People en Español  | Mejor actriz                | Sandra Echeverría                                            | Nominada   |
| 2011 | People en Español  | Mejor actor                 | David Zepeda                                                 | Nominado   |
| 2011 | People en Español  | Mejor actriz secundaria     | Delia Casanova                                               | Ganadora   |
| 2011 | People en Español  | Mejor actor secundario      | Ferdinando Valencia                                          | Nominado   |
| 2011 | People en Español  | Mejor villana               | Laisha Wilkins                                               | Nominada   |
| 2011 | People en Español  | Pareja del año              | Sandra Echeverría y David Zepeda                             | Nominados  |
| 2012 | Premios TVyNovelas |                             |                                                              |            |
| 2012 | Premios TVyNovelas | Mejor telenovela            | Rosy Ocampo                                                  | Ganadora   |
| 2012 | Premios TVyNovelas | Mejor actriz                | Sandra Echeverría                                            | Ganadora   |
| 2012 | Premios TVyNovelas | Mejor actor                 | David Zepeda                                                 | Nominado   |
| 2012 | Premios TVyNovelas | Mejor actriz antagónica     | Laisha Wilkins                                               | Nominada   |
| 2012 | Premios TVyNovelas | Mejor actor antagónico      | Juan Ferrara                                                 | Ganador    |
| 2012 | Premios TVyNovelas | Mejor primera actriz        | Delia Casanova                                               | Ganadora   |
| 2012 | Premios TVyNovelas | Mejor guion o adaptación    | María Zarattini Claudia Velasco                              | Ganador    |
| 2012 | Premios TVyNovelas | Mejor tema musical          | "La fuerza del destino" por Sandra Echeverría y Marc Anthony | Nominado   |
| 2012 | Premios ACE        | Mejor telenovela            | Rosy Ocampo                                                  | Ganadora   |
| 2012 | Premios ACE        | Mejor actriz característica | Delia Casanova                                               | Ganadora   |
| 2012 | Premios Juventud   | Chica que me quita el sueño | Sandra Echeverría                                            | Nominada   |
| 2012 | Premios Juventud   | ¡Esta buenísimo!            | David Zepeda                                                 | Ganador    |
| 2012 | Premios Juventud   | Mejor tema novelero         | "La fuerza del destino" por Marc Anthony y Sandra Echeverría | Nominado   |

### TV Adicto Golden Awards
| Año  | Categoría                     | Nomimados            | Resultado |
| ---- | ----------------------------- | -------------------- | --------- |
| 2012 | Mejor actuación especial      | Leticia Calderón     | Ganadora  |
| 2012 | Homenaje póstumo              | Pedro Armendáriz Jr. | Ganador   |
| 2012 | Mejor historia original       | María Zarattini      | Ganadora  |
| 2012 | Mejor personaje femenino      | Delia Casanova       | Ganadora  |
| 2012 | Mejores locaciones nacionales | Rosy Ocampo          | Ganadora  |

### Premios Oye 2012
| Categoría                                                             | Nominado(a)                      | Resultado |
| --------------------------------------------------------------------- | -------------------------------- | --------- |
| Mejor Tema de Telenovela, Serie, Obra de Teatro o Película en Español | Sandra Echeverría y Marc Anthony | Nominado  |